# Neocondeellum americanum
Neocondeellum americanum är en urinsektsart som beskrevs av Bernard 1985. Neocondeellum americanum ingår i släktet Neocondeellum och familjen Protentomidae. Inga underarter finns listade i Catalogue of Life.